# Rotget
Mateu Reus Ferrer "Rotget" (Mallorca, s. XVII - Ciutat de Mallorca, 15 de gener de 1729) fou un bandejat mallorquí que va tenir un paper destacat en la tradició oral mallorquina i que s'ha reflectit en diverses tradicions populars. Tot i saber molt poques coses de la seva biografia es pot dir que va tenir la major part de la seva activitat a la zona de Tofla, valls d'Almadrà i Solleric, Lloseta i Binissalem. La seva capacitat d'esquivar la persecució dels algutzirs i tropes reials va associada a la creença popular que en "Rotget" tenia fullet (és a dir que podia aparèixer i desaparèixer a voluntat gràcies a la possessió d'un talismà màgic).

## La persecució d'en Rotget

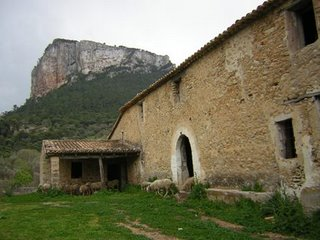
Cases d'Oliclar

A principis del segle xviii les causes que motiven la revifalla del bandolerisme a Mallorca estan vinculades a les circumstàncies de la Guerra de Successió. Les autoritats borbòniques prengueren mesures per escapçar el fenomen. El 1716 es capturà Pere Marí "Rei" a la vall d'Orient. El 1717, el comandant general, Juan de Acuña, marquès de Casafuerte va posar en marxa un pla de lluita contra els bandejats. El responsable de dur a terme el pla va ser Josep Laudes que comptava amb el suport dels dragons i granaders. Laudes manà que els batles i regidors de cada poble li ajudassin amb un grup de deu homes armats.
El setembre de 1721 el Marquès de Casafuerte nomenà responsable de les tropes que havien de dur a terme la gran batuda al brigadier don Manuel Félix Osorno y Herrera. Aquest sortí de la ciutat de Mallorca cap a Inca amb 200 dragons, 100 granaders i 400 soldats. Amb els homes de les viles es formà un exèrcit de 2.000 homes. Es desplegaren per les muntanyes i ocuparen els enclavaments més importants de la Serra. Però la persecució fou inútil pel que fa a la captura d'en "Rotget".
Aleshores es decidí eliminar els suports que poguessin tenir els bandejats. A les esglésies de l'illa s'hi col·locaren unes bústies a les quals tothom que hi entrava hi havia de posar la mà al damunt i si sabien els llocs on estaven refugiats els bandolers, comunicar-ho amb un paperet escrit.
Els que havien vist alguna persona sospitosa estaven obligats a comunicar-ho immediatament sota la pena de 400 lliures i 4 anys de presó si eren nobles i amb 5 anys de galeres i 400 lliures si eren plebeus. El vicari general Domingo Sureda de Sant Martí accedí a la petició de treure els bandolers dels llocs sagrats. D'aquesta manera, segant les bases socials del bandolerisme i eliminant-li els possibles refugis, la tasca de l'exèrcit començà a obtenir resultats. Més de 400 persones foren detingudes. Entre elles, però, no hi havia el cèlebre Mateu Reus "Rotget" que segons la tradició popular era de captura impossible gràcies a les seves facultats màgiques. Però que, en la realitat, era imbatible a la muntanya mallorquina pel seu coneixement del terreny i la seva astúcia.

## Tenir fullet
D'aquesta manera s'anomena a Mallorca la propietat màgica de poder aparèixer i desaparèixer d'un indret determinat. Tenir fullet vol dir poder fer coses meravelloses o inexplicables; anar-se'n molt de pressa, no poder ser agafat o desaparèixer misteriosament. Aquesta propietat se solia exercir mitjançant un talismà que en el cas de Mateu Reus era un punyal que sempre l'acompanyava. En "Rotget" emprava un llenguatge secret amb el seu punyal i, a voltes, el punyal semblava endimoniat, fent falta la presència d'un sacerdot per treure amb aigua beneïda el mal esperit.

## Traïció i captura
Un bandejat tan extraordinari sols podia ser capturat amb males arts. Fra Gaietà de Mallorca indica que les autoritats li prepararen una trampa en el Santuari de Lluc. El 15 de novembre de 1728 en "Rotget" arribà al Santuari de Lluc. Allà l'esperava la seva companya, amb la qual s'havia de retrobar. Hi havia un ball i l'al·lota li demanà que per ballar amb ella s'havia de llevar el punyal. En Mateu Reus obeí i, sense la protecció de l'amulet, els guàrdies es tiraren damunt ell i el prengueren. El punyal, que estava damunt una cadira, saltava impulsat pel fullet. Un sacerdot, col·legial de Lluc, revestit d'estola i d'aigua beneïda el conjurava. Mentrestant en "Rotget" el cridava amb les paraules rituals: Amic meu, salva'm.
Fou capturat, obra de la traïció, i el qui el detingué fou l'algutzir Antoni Rodrigues "Xesquet". L'historiador mossèn Jaume Capó Villalonga es lamenta de no saber el nom de l'al·lota «que tan bon paper jugà amb la trampa»". Empresonat va ser ajusticiat el 15 de gener de 1729. El seu cap va ser duit a Alaró, i va ser col·locat en un lloc visible devora la rectoria fins que, passat un cert temps, fou enterrat al fossar comú del cementeri de Binissalem. El Pare Rafel Juan trobà als llibres de Lluc una nota en la qual Mateu Reus, el 15 de novembre, encomanava una missa a la Mare de Déu de Lluc per la seva intenció «Als 15 de novembre 1728, per intenció de Mateu Reus, alias Rotjet, y fonch el dia que lo agafaren en Lluch, i el sen portaren als 16 dits». Bartomeu Guasp escrigué sobre la captura de Mateu Reus: «Había sido sorprendido en un baile de Nuestra Señora de Lluch, en el que tomaba parte desarmado»
Hobsbawm assenyala que en el cas del lladre noble la seva mort obeeix únicament a la traïció, ja que en cap moment cap membre decent de la comunitat ajudaria les autoritats en contra seva. D'altra banda l'atribució de qualitats d'invisibilitat i invulnerabilitat és sempre present en els "bandolers del poble" i aquesta creença reflecteix la seva identificació amb els camperols. Segons Hobsbawm la durada màxima d'un bandoler d'aquest tipus és de dos o tres anys. A l'illa de Mallorca en Mateu Reus "Rotget" es va escapolir sempre de les autoritats borbòniques durant un període molt més llarg.

## En Rotget en la tradició culta i en la memòria popular
Fra Gaietà, autor d'unes miscel·lànies històriques, tracta en el primer tom d'aquestes de Bandidos de Mallorca del siglo XVIII i quan parla de Mateu Reus s'hi refereix com un «bandolero de los más famosos que ha conocido Mallorca y cuya memoria todavia se conserva muy fresca en la isla». Bartomeu Guasp, el 1973, quan descriu la captura d'en Rotget a Lluc diu que encara sura en l'ambient popular de l'illa la memòria del bandejat.
Una tradició familiar de la família Gual de Torrella recorda que un avantpassat seu que tenia Morneta convidà un alt senyor de Ciutat a menjar a la possessió. Quan hagueren acabat li digueren: que us agradaria conèixer en Rotget? El convidat digué que sí. I li respongueren: el criat que us ha servit era en Rotget.
Una altra tradició viva a Santa Maria del Camí, recollida per Andreu Bestard i Mas recorda el fet que es produí a la possessió des Torrent Fals quan una nit comparegué de manera inesperada en Rotget i demanà que el convidassin a sopar. Un cop hagué sopat demanà al senyor si l'havia convidat de bon gust. Com que aquest li digué que no, en Rotget li respongué: "sort per vos que heu dit la veritat, en cas contrari us hauria mort." En Rotget digué que l'endemà tornaria a sopar. L'endemà li havien preparat un parany amb gent armada, però ell els va veure i no entrà dins la casa.
En el municipi de Marratxí es conta que en Rotget vivia a temporades en una soca d'olivera vella, dins Son Sureda, devora les cases, prop d'un camí que anava a Son Sales. A la possessió de Morneta (Binissalem) hi havia una altra olivera coneguda com "s'olivera d'en Rotget" i també es deia que el bandejat s'havia refugiat dins ella.
Josep Maria Tous i Maroto diu que va sentir contar al propietari d'una possessió propera a Palma que el repadrí deia que, de nin, havia jugat sovint, a les golfes de la casa, amb el ganivet de muntanya d'en "Rotget", ja que aquest s'hi refugiava moltes vegades protegit per una dida de la casa que era del seu poble.
Tous i Maroto assenyala que en "Rotget" no fou un lladre vulgar sinó que pertanyia a la categoria d'aquells bandolers que tenen a vegades trets de noblesa i de generositat. Esmenta la seva fama de presentar-se d'improvís a les festes i ballades sense témer els algutzirs.
La tradició popular ha guardat una memòria fresca d'en "Rotget" fins a l'actualitat. A vegades la seva captura llegendària és atribuïda a altres bandejats com en Moiana i altres.

## Qui era en Rotget?
En l'actualitat sols se sap que tenia relació amb la vila d'Alaró, lloc on va anar a parar el seu cap. La família Reus apareix lligada a la possessió d'Oliclar, Solleric (Alaró) i a altres indrets d'Alaró, Consell, Binissalem i Lloseta. Un Mateu Reus apareix a Alaró el 1578 com a propietari d'una casa. N'Andreu Reus "Rotget" era propietari d'unes cases i clos a Alaró el 1713.

## Indrets relacionats
- sa Cova d'en Rotget situada al Filicomis prop de Son Ordines d'Almadrà. És una cova artificial funerària construïda, probablement, en època avançada del període pretalaiòtic. La tradició diu que en el seu interior s'hi refugiava en Rotget.
- s'Olivera d'en Rotget arbre centenari, situat prop de Morneta a Binissalem en el qual segons la tradició s'hi amagava el bandejat.[9]